# Inversão de população
Em ciência, especificamente em mecânica estatística, uma inversão de população ocorre quando um sistema (como um grupo de átomos ou moléculas) existe em um estado com mais membros em um estado excitado do que em estados com energia mais baixa. É chamada "inversão" pelo fato de, nos sistemas físicos mais familiares e comuns encontrados, isto não ser possível. O conceito é de fundamental importância em ciência do laser pois a produção de uma inversão de população é um passo necessário no funcionamento de um laser.

## Distribuição de Boltzmann e equilíbrio térmico
Para entender o conceito de uma inversão de população, é necessário entender um pouco de termodinâmica e a forma como a luz interage com a matéria. Para isso é útil considerar uma montagem de átomos simplificada formando um meio ativo.
Assumindo que há um grupo de N átomos, cada qual capaz de estar em um dos dois estados de energia, sendo estes
1. O estado fundamental, com energia E1; ou
2. O estado excitado, com energia E2, com E2 > E1.

O número desses átomos que estão no estado fundamental é dado por N1, e o número no estado excitado N2. Uma vez que há N átomos no total,
{\displaystyle N_{1}+N_{2}=N}
A diferença de energia entre os dois estados, dado por
{\displaystyle \Delta E_{12}=E_{2}-E_{1},}
determina a frequência característica {\textstyle \nu _{12}} da luz que irá interagir com os átomos; ela é dada através da relação
{\displaystyle E_{2}-E_{1}=\Delta E=h\nu _{12},}
sendo h a constante de Planck.
Se o grupo de átomos está em equilíbrio térmico, pode ser mostrado pela distribuição de Maxwell-Boltzmann que a razão do número de átomos em cada estado é dado pelo fator de Boltzmann:
{\displaystyle {\frac {N_{2}}{N_{1}}}=\exp {\frac {-(E_{2}-E_{1})}{kT}},}
onde T é a temperatura termodinâmica do grupo de átomos, e k é a constante de Boltzmann.
Nós podemos calcular a razão de populações dos dois estados em temperatura ambiente (T ≈ 300 K) para uma diferença de energia ΔE, correspondendo à luz em uma frequência visível (ν ≈ 5×1014 Hz). Neste caso ΔE = E2 - E1 ≈ 2.07 eV, e kT ≈ 0.026 eV. Uma vez que E2 - E1 ≫ kT, segue que o argumento da exponencial na equação acima é um número negativo alto, e desta forma N2/N1 é muito pequeno; isto é, quase não há átomos no estado excitado. Quando em equilíbrio térmico, pois, é visto que o estado de energia inferior é mais populoso que o estado de energia superior, e este é o estado normal do sistema. Quanto mais T aumenta, o número de elétrons no estado de energia superior (N2) aumenta, mas N2 nunca excede N1 em um sistema em equilíbrio térmico; ao invés disso, a uma temperatura infinita, a população N2 e N1 se tornam iguais. Em outras palavras, uma inversão de população (N2/N1 > 1) pode nunca existir em um sistema em equilíbrio térmico. Para atingir uma inversão de população, portanto, é necessário conduzir o sistema a um estado de não equilíbrio.

## A interação da luz com matéria
Existem três tipos de interações possíveis entre um sistema de átomos e luz que são de interesse:

### Absorção
Se luz (fótons) de frequência ν12 passa através do grupo de átomos, existe a possibilidade da luz ser absorvida por átomos que estão no estado fundamental, que fará com que eles sejam exitados ao estado de energia superior. A taxa de absorção é proporcional à intensidade de radiação da luz, e também ao número de átomos atuais no estado fundamental, N1.

### Emissão espontânea
Se uma coleção de átomos estão no estado excitado, eventos de decaimento espontâneo ao estado fundamental irão ocorrer a uma taxa proporcional a N2, o número de átomos no estado excitado. A diferença de energia entre os dois estados ΔE21 é emitida pelo átomo como um fóton de frequência ν21 como dado pela relação de frequência-energia acima.
Os fótons são emitidos estocasticamente, e não há relação de fase fixa entre fótons emitidos por um grupo de átomos excitados; em outras palavras, emissão espontânea é incoerente. Na ausência de outros processos, o número de átomos no estado excitado em um tempo t, é dado por
{\displaystyle N_{2}(t)=N_{2}(0)\exp {\frac {-t}{\tau _{21}}},}
onde N2(0) é o número de átomos excitados no tempo t = 0, e τ21 é o tempo de vida da transição entre os dois estados.

### Emissão estimulada
Se um átomo já está no estado excitado, ele pode ser perturbado pela passagem de um fóton que tenha uma frequência ν21 correspondente ao salto de energia ΔE da transição do estado excitado ao estado fundamental. Neste caso, o átomo excitado relaxa ao estado fundamental, e é induzido a produzir um segundo fóton de frequência ν21. O fóton original não é absorvido pelo átomo, e assim o resultado é dois fótons de mesma frequência. Este processo é chamado de emissão estimulada.
Especificamente, um átomo excitado irá atuar como um pequeno dipolo elétrico que irá oscilar com o campo externo fornecido. Um das consequências desta oscilação é que ela encoraje elétrons a decair ao menor estado de energia. Quando isto acontece devido à presença do campo eletromagnético de um fóton, um outro fóton é liberado na mesma fase e direção do primeiro como um fóton "estimulado". Isto é, então, chamado de emissão estimulada.
A taxa na qual a emissão estimulada ocorre é proporcional ao número de átomos N2 em um estado excitado, e à densidade da luz. A probabilidade básica de um fóton causar emissão estimulada em um único átomo excitado foi mostrada por Albert Einstein ser exatamente igual à probabilidade de um fóton ser absorvido por um átomo no estado fundamental. Portanto, quando o número de átomos nos estados fundamental e excitado são iguais, a taxa de emissão estimulada é igual à taxa de absorção para uma dada densidade de radiação.
O detalhe crítico da emissão estimulada é que o fóton induzido tem a mesma frequência e fase que o fóton incidente. Em outras palavras, os dois fótons são coerentes. É esta propriedade que permite amplificação óptica, e a produção de um sistema laser. Durante a operação de um laser, todas as três inter ações luz-matéria descritas acima estão ocorrendo. Inicialmente, átomos são energizados do estado fundamental ao estado excitado pelo processo chamado bombeamento, descrito abaixo. Alguns destes átomos decaem por emissão espontânea, liberando luz incoerente como fótons de frequência ν. Estes fótons são realimentados no meio laser, usualmente por um ressonador óptico. Alguns destes fótons são absorvidos pelos átomos no estado fundamental, e os fótons são perdidos no processo de laser. Entretanto, alguns fótons causam emissão estimulada em átomos no estado excitado, liberando outro fóton coerente. Com efeito, isto resulta em amplificação óptica.
Se o número de fótons sendo amplificados por unidade de tempo é maior que o número de fótons sendo absorvido, o resultado líquido é um número continuamente crescente de fótons sendo produzidos; o meio laser é dito ter um ganho maior que a unidade.
De volta às descrições de absorção e emissão estimulada acima, a taxa destes dois processos são proporcionais ao número de átomos nos estados fundamental e excitado, N1 e N2, respectivamente. Se o estado fundamental tem uma população maior que o estado excitado (N1 > N2), o processo de absorção domina e existe uma atenuação de fótons. Se a população dos dois estados é a mesma (N1 = N2), a taxa de absorção da luz balanceia exatamente a taxa de emissão; o meio é então dito ser opticamente transparente.
Se o estado de alta energia tem uma população maior do que o estado de energia mais baixo (N1 < N2), então o processo de emissão domina, e a luz no sistema passa por um aumento líquido de intensidade. É claro, assim, que para produzir uma taxa mais rápida de emissão estimulada do que de absorção, é requerido que a razão de populações dos dois estados seja tal que N2/N1 > 1; em outras palavras, uma inversão de população é requerida para uma operação de laser.

## Regras de seleção
Muitas transições envolvendo radiação eletromagnética são estritamente proibidas sob a mecânica quântica. As transições permitidas são descritas pelas chamadas regras de seleção, que descrevem as condições sob as quais uma transição radioativa é permitida. Por exemplo, transições são permitidas apenas se ΔS = 0, sendo S o momento de rotação angular total do sistema. Em materiais reais, outros efeitos tais como interações com a rede cristalina, intervem para contornar as regras formais ao fornecer mecanismos alternados. Nesses sistemas as transições proibidas podem ocorrer, mas usualmente em taxas mais baixas que transições permitidas. Um exemplo clássico é a fosforescência onde um material tem um estado fundamental S = 0, um estado excitado com S = 0, e um estado intermediário com S = 1. A transição de um estado intermediário para o estado fundamental pela emissão de luz é lenta por causa das regras de seleção. Assim, emissão pode continuar depois que a iluminação externa é removida. Em contraste, fluorescência em materiais é caracterizada por emissão que cessa quando a iluminação externa é removida.
Transições que não envolvem a absorção ou emissão de radiação não são afetadas pelas regras de seleção. Transições sem radiação entre níveis, tais como entre os estados excitados S = 0 e S = 1, podem prosseguir rápido o suficiente para desviar uma porcão da população S = 0 antes dela retornar ao estado fundamental espontaneamente.
A existência de estados intermediários em materiais é essencial para a técnica de bombeamento óptico de laser (ver baixo).